# Успенский, Владимир Дмитриевич
Влади́мир Дми́триевич Успе́нский (11 октября 1927, Одоево, Тульская губерния, РСФСР, СССР — 18 января 2000, Москва, Россия) — русский писатель, участник Великой Отечественной войны, член Союза писателей России.

## Биография
Родился 11 октября 1927 года в селе Одоеве в семье учителей. Отец Успенского, Дмитрий Петрович Успенский, родился в семье священника Петра Петровича Успенского в соседней с Одоевом деревне, работал инспектором в районном отделе народного образования и возглавлял организацию ДОСААФ, в начале войны был арестован по 58-й статье и бесследно пропал, а ближе к её завершению реабилитирован. Пётр Петрович до принятия священнического сана работал учителем в деревенской школе, владел многими иностранными языками. Вместе со своей супругой Елизаветой Львовной они родили и воспитали шестерых сыновей и трех дочерей. Мать Успенского, Сечкина Нина Николаевна, родилась в 1907 году в городе Одоеве Тульской губернии, в богатой купеческой семье. Её отец, Николай Алексеевич Сечкин, выходец из казаков Запорожской Сечи, мать — Мария Ивановна Булгакова. Нина Николаевна активно занималась общественной работой. Так, вступив в комсомол, она организовала одну из первых в уезде пионерских дружин, окончила тульскую совпартшколу. После рождения сына Владимира из-за брака с сыном священнослужителя она была отлучена от партии, от комсомола.
По словам сестры Владимира — Натальи, он «рос очень серьёзным и целеустремлённым мальчиком», много читал, увлекался военной литературой, историей, археологией. К началу войны Владимир с отличием окончил 7 классов. Зимой в первый год войны Владимир был угнан отступающими немцами в Германию, бежал из плена. В 1942 г. отец Владимира был арестован, а остальные члены семьи отправлены в ссылку в сибирское село Турово Красноярского края. В 1944 г. обучался на Дальнем Востоке в школе радистов на Тихоокеанском военно-морском флоте, а затем там же проходил службу на сторожевом корабле «Вьюга», воевал с японцами. Во время боевых действий в тылу у японцев был ранен, контужен, но из строя не вышел. В 1946 году семейство Успенских перебралось из Одоева в Москву. В послевоенные годы Владимир обучался в Ленинградском военно-морском училище, демобилизовался в 1951 году. Тогда же заочно окончил Архангельский учительский институт, а в 1960 году — Литературный институт им. А. М. Горького. Продолжительное время работал литературным сотрудником в газете ДОСААФ «Патриот Родины» (нынешнее название — «Патриот»). Там он писал очерки, статьи и небольшие книжечки о досаафовских спортсменах. Был ветеринарным санитаром, лесорубом, добывал золото на рудниках в саянской тайге, работал в экспедициях по Восточной Сибири.

## Творчество
Впечатления юности легли в основу военных повестей «Колокол заговорил вновь», «Тревожная вахта», «Поход без привала», «Бой местного значения» и других. Работа в экспедициях по Восточной Сибири, путешествия по Дальнему Востоку дали Владимиру Успенскому большой материал для создания книг «Дальние рейсы», «Клады и загадки Таймыра», «За меньших братьев». В 1970—1980-е годы написал также повести о «пламенных революционерах» — К. Е. Ворошилове, М. И. Калинине, С. М. Будённом и А. А. Андрееве. Книга «За нами Москва» — литературная запись В. Д. Успенского воспоминаний генерала П. А. Белова.
Роман «Неизвестные солдаты» (1956—1967 гг.) был отмечен М. А. Шолоховым, как «лучшее произведение о Великой Отечественной войне», по его выражению этот роман «не только достоверно воспроизводит события, но и передает дух времени». В книге рассказывается о предвоенном месяце и сражениях лета-зимы 1941 г.: описаны передовая и тыл, боевые действия войск, деятельность Ставки Верховного главнокомандования. С появлением этого романа в обиход вошло понятие — «неизвестные солдаты», а в стране развернулось массовое патриотическое движение по поиску безымянных захоронений советских воинов. Поводом к написанию данной книги послужили воспоминания с весны 1942 года, когда одоевских школьников (и его в том числе) привлекали к захоронению обнаруженных после таяния снегов останков советских бойцов. Некоторые красноармейцы пулемётного расчёта, прикрывавшего осенью 1941 г. отступление советских войск, оказались без медальонов-документов и Владимира поразила тогда мысль о том, что никто ничего не узнает об этих героях.
Главное произведение писателя — роман-исповедь «Тайный советник вождя» (1953—2000 гг.). Фабула романа построена как мемуары некоего тайного советника И. В. Сталина, на протяжении многих лет помогавшему руководителю СССР формировать важнейшие решения. На написание романа автор затратил более 30 лет и завершил его за несколько дней до смерти. Первая книга романа напечатана алма-атинским журналом «Простор» в 1988 году и сразу же вызвала большой интерес.
Ещё одна сфера деятельности В. Д. Успенского — «литературная запись мемуаров», о чём он сам написал в предисловии к своему роману «Тайный советник вождя»:

Люди определённого круга знали, что я не только писатель, но историк по образованию, военный историк по призванию. Много раз осуществлял так называемую «литературную запись» мемуаров. А проще говоря, садился и писал книгу за «бывалого человека», используя собранные им документы, его наброски, устные рассказы. Такую работу проделал я с одним высокопоставленным государственным чиновником, с одним полковником, с пятью генералами и, двумя маршалами. Разными они были. С некоторыми, наиболее образованными и умными, работали совместно, а один генерал оказался настолько безграмотным, что не мог письменно изложить ни факты, ни самые элементарные мысли. Пришлось «изображать» за него всё, от начала и до конца. Благо основные документы были под рукой.

Соглашаясь на такую полутворческую работу, я руководствовался прежде всего не заработком, а ценностью материала, вкладывал свой труд лишь в те опусы, которые обогащали меня. Беседуя с «бывалыми людьми», изучая их личные архивы (при подобной совместной работе люди раскрываются полностью), узнавал такие подробности событий, о которых даже сами мемуаристы не хотели упоминать в своих книгах. А рассказывали охотно, понимая, что иначе эти сведения уйдут вместе с ними. Ведь в государственные архивы попадают далеко не все бумаги. Кроме того, архивы можно подчистить в угоду тем или иным руководителям. А из свидетелей, из участников событий не «вычистишь» то, что они видели, что сами творили!
Умер в 18 января 2000 года. Похоронен на Красногорском кладбище.

## Награды
- Медаль Ушакова
- Орден Отечественной войны II степени
- Медаль «За победу над Германией в Великой Отечественной войне 1941—1945 гг.»
- Медаль «За победу над Японией»
- Медаль «За доблестный труд. В ознаменование 100-летия со дня рождения Владимира Ильича Ленина»
- Премия имени Н. А. Островского

## Произведения
- Чемпион скоростного приёма
- Охота на лис. М., изд. ДОСААФ, 1960
- Колокол заговорил вновь. Владивосток, 1957
- Колокол заговорил вновь (рассказы и повести). М., 1960
- Поход без привала. М., 1977
- Первый президент. — М.: Политиздат, 1975
- Всесоюзный староста (повесть о М. Калинине). — М. Политиздат, 1979
- На большом пути (повесть о К. Ворошилове) — М., Политиздат, 1981; 2-е изд. 1987
- Школа будущего. М., Политиздат, 1988
- Тайный советник вождя (1989—1996)
- Невидимый свет (Серия: Библиотечка военных приключений). — М.: Воениздат, 1957 (в соавторстве с Н. И. Коротеевым).
- Глазами матроса. — М.: Воениздат, 1964
- Тревожная вахта. М., 1964
- Дальние рейсы. — М., Мысль, 1969
- Клады и загадки Таймыра. М., 1972
- Утро большой реки. М., Мысль, 1973
- Бой местного значения. — М., Воениздат, 1975
- Далёкая и желанная. М., 1975
- Можайское направление. М., Молодая гвардия, 1978
- Подводная разведка. — М., 1979
- За меньших братьев. — М.: Советский писатель, 1982
- Неизвестные солдаты. М., Советская Россия, 1985
- Староста Страны Советов. М., Молодая гвардия, 1985
- Ухожу на задание. М., Воениздат, 1987
- Зоя Космодемьянская. — М.: Молодая гвардия, 1989 (Жизнь замечательных людей. Малая серия)
- Лава испепеляющая. М., Прометей, 1993

## Память
- Одоевская средняя школа имени В. Д. Успенского
- Отмечен на мемориале Памяти в Одоеве
- Книга о В. Д. Успенском «Моряк, писатель, гражданин», составитель — Татьяна Морозова[9]